# اثر بن فرانکلین

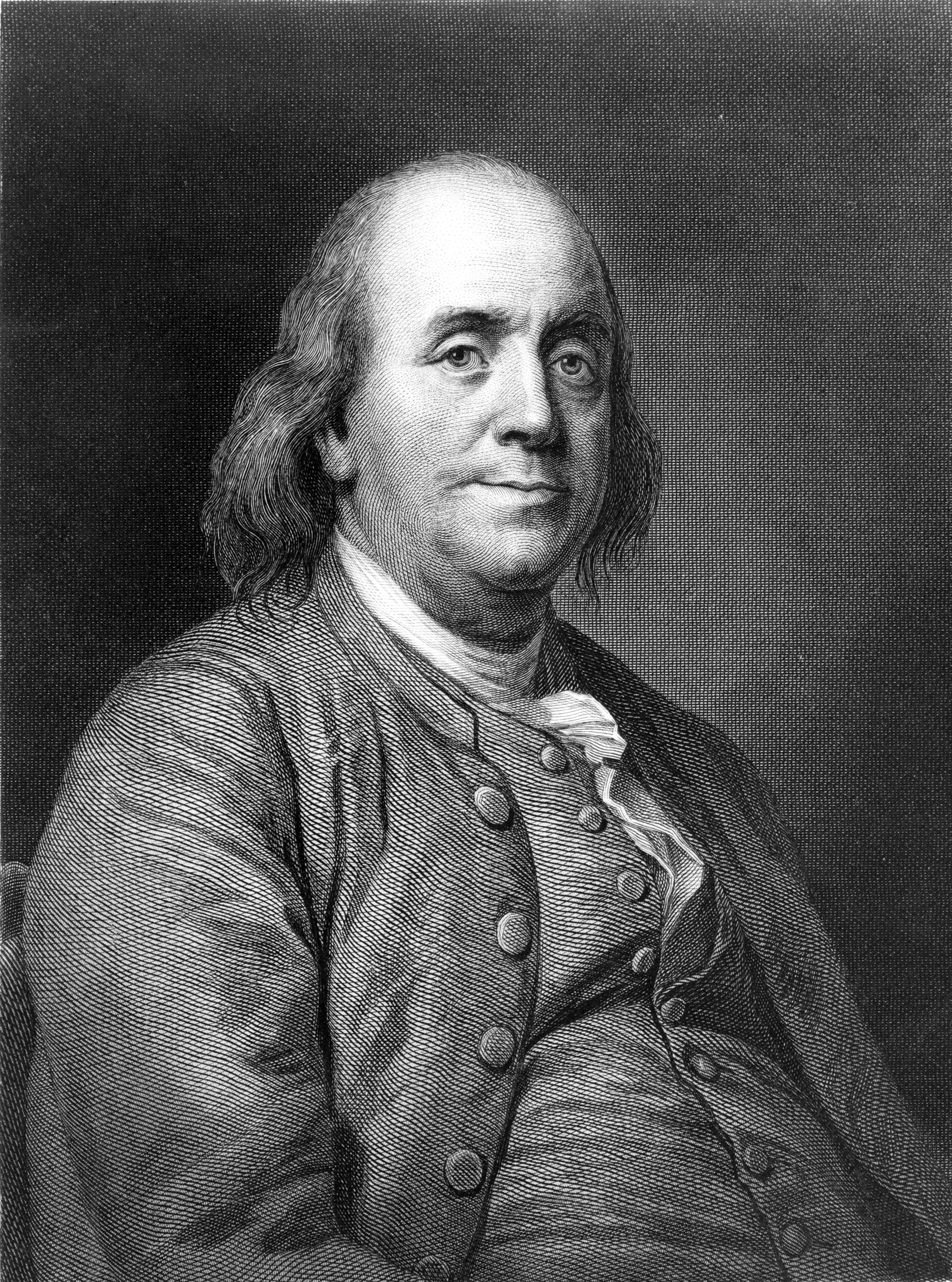
بنجامین فرانکلین

اثر بن فرانکلین (انگلیسی: Ben Franklin effect) یک پدیده روانشناختی پیشنهادی است که بیان می‌کند کسی که به دیگری لطفی کرده است احتمال بیشتری دارد که به همان شخص لطف دیگری بکند تا اینکه به کسی لطف بکند که او هم وی را مورد لطفش قرار داده باشد. یکی از تفاسیر این اثر می‌تواند این باشد که شخص برای خود توجیه کرده است که دلیل لطف کردن به آن فرد این است که او را دوست دارد.
گفته می‌شود که عکس این اثر هم صادق است، یعنی اگر انسان به کسی بدی بکند، نزد خود از او متنفر خواهد شد و پیش خود او را «غیرانسانی» تلقی می‌کند تا بتواند اعمال بد خود را توجیه کند.
نام اثر از یکی از گفتاوردهای بنجامین فرانکلین برداشته شده که می‌گوید:
کسی که در حق تو لطفی کرده است بیشتر مایل است در حقت لطف دیگری بکند تا کسی که تو در حقش لطفی کرده باشی.

## پژوهش‌ها
جکر و لندی در سال ۱۹۶۹ مطالعه‌ای درباره این اثر انجام دادند. در این مطالعه، از دانشجویان دعوت شد تا در یک مسابقه پرسش و پاسخ شرکت کنند که توسط پژوهشگر برگزار می‌شد و در آن می‌توانستند مبالغی پول برنده شوند. پس از پایان این مسابقه، پژوهشگر به یک سوم از دانشجویانی که «برنده» شده بودند مراجعه کرد و از آنها خواست پول را برگردانند. او توضیح داد که از پول شخصی خود برای پرداخت به برندگان استفاده کرده و اکنون با کمبود پول مواجه شده است. از یک سوم دیگر، یک منشی درخواست کرد پول را برگردانند، با این توضیح که پول متعلق به گروه روانشناسی بوده و بودجه کم است. به یک سوم آخر اصلاً مراجعه نشد. سپس از هر سه گروه پرسیده شد چقدر پژوهشگر را دوست دارند. گروه دوم کمترین علاقه و گروه اول بیشترین علاقه را به او نشان دادند. این نتیجه نشان می‌دهد که درخواست بازپرداخت از طریق یک واسطه، علاقه آنها را کاهش داده، در حالی که درخواست مستقیم، علاقه‌شان را افزایش داده است.
در سال ۱۹۷۱، جان شوپلر و جان کامپر، روانشناسان دانشگاه کارولینای شمالی، آزمایش زیر را انجام دادند:
این دو پژوهشگر از آزمودنی‌هایشان خواستند تا آزمون‌های یادگیری را به همکاران پژوهشی که البته وانمود می‌کردند دانشجو هستند، ارائه دهند. به آزمودنی‌ها یک سری مکعب چوبی و یک تکه چوب داده شد و به آنها گفته شد باید به ترتیبی مشخص، در برابر یادگیرندگان (دانشجویان)، روی این مکعب‌های چوبی بزنند تا دانشجویان این الگوی مشخص ضربه‌زدن را بیاموزند. سپس از یادگیرندگان خواسته می‌شد تا الگوها را تکرار کنند. هر آموزش‌دهنده باید دو روش متفاوت را روی دو فرد مختلف، یکی پس از دیگری، امتحان کند. در یک اجرا، آموزش‌دهندگان، هنگامی که یادگیرنده الگوها را درست انجام می‌داد، او تشویق می‌کردند. در اجرای دیگر آزمایش، آموزش‌دهنده هنگام اشتباه یادگیرنده، به او توهین و از او انتقاد می‌کرد. سپس آموزش‌دهندگان پرسشنامه‌ای را پر کردند که شامل پرسش‌هایی درباره میزان جذابیت (به عنوان یک انسان، نه از نظر رمانتیک) و دوست‌داشتنی بودن یادگیرندگان بود. در تمام موارد، افرادی که مورد توهین قرار گرفته بودند، از کسانی که تشویق شده بودند، جذابیت کمتری داشتند. این پژوهش این گونه نتیجه‌گیری کرد که تمایل داریم افرادی را که با آنها مهربان هستیم دوست داشته باشیم و از افرادی که به آنها بی‌ادبی می‌کنیم، خوشمان نیاید. 
نتایج در یک مطالعه جدیدتر اما کوچک‌تر توسط یو نییا، روانشناس، با آزمودنی‌های ژاپنی و آمریکایی تکرار شد.

## کاربردها
در حوزه فروش، اثر بن فرانکلین می‌تواند برای ایجاد ارتباط با مشتری استفاده شود . به جای اینکه فروشنده پیشنهاد کمک به مشتری بالقوه بدهد، می‌تواند از مشتری بالقوه درخواست کمک کند: «برای مثال، از آنها بخواهید مزایای محصولی را که جذاب‌ترین می‌دانند با شما در میان بگذارند، نظرشان را درباره جهت آینده بازار بگویند، یا محصولاتی را که ممکن است چند سال بعد مورد توجه قرار گیرند، معرفی کنند. این لطف خالص، که جبران‌نشده باقی می‌ماند، می‌تواند دوست‌داشتنی بودن شما را افزایش دهد و توانایی شما را برای جلب وقت و سرمایه‌گذاری آن مشتری در آینده بهبود بخشد.»
اثر بنجامین فرانکلین همچنین در روابط موفق مربی-شاگردی قابل مشاهده است. یک منبع اشاره می‌کند که چنین روابطی «با عدم تعادل اساسی در دانش و نفوذ تعریف می‌شوند. تلاش برای جبران فعالانه لطف‌ها با یک مربی می‌تواند نتیجه معکوس دهد، زیرا تغییر نقش و کمک ناخواسته ممکن است مربی شما را در موقعیتی غیرمنتظره و ناراحت‌کننده قرار دهد.»
اثر بن فرانکلین در کتاب پرفروش دیل کارنگی به نام «آئين دوست‌یابی» ذکر شده است. کارنگی درخواست لطف را «شکلی ظریف اما مؤثر از تملق» تفسیر می‌کند.
کارنگی می‌گوید:« قتی از همکاری می‌خواهیم لطفی در حق ما انجام دهد، در واقع نشان می‌دهیم که معتقدیم او چیزی دارد که ما نداریم، خواه هوش بیشتر، دانش بیشتر، مهارت‌های بیشتر یا هر چیز دیگر. این روش دیگری برای نشان دادن تحسین و احترام است، چیزی که ممکن است آن شخص قبلاً از ما متوجه نشده باشد. این فوراً نظر آنها را نسبت به ما بهبود می‌بخشد و آنها را مشتاق‌تر می‌کند تا دوباره به ما کمک کنند، هم به این دلیل که از تحسین لذت می‌برند و هم به این دلیل که واقعاً شروع به دوست داشتن ما کرده‌اند.»
یو نییا، روانشناس، می‌گوید اثر بن فرانکلین، نظریه «آمائه» (甘え) تاکئو دوی را که در کتاب «کالبدشناسی وابستگی» توصیف شده، تأیید می‌کند. این نظریه بیان می‌کند که رفتار وابسته و کودکانه می‌تواند پیوند والد-فرزندی ایجاد کند که در آن یک شریک خود را مراقب می‌بیند. در واقع، آمائه رابطه‌ای ایجاد می‌کند که در آن یک فرد احساس مسئولیت نسبت به دیگری می‌کند، و دیگری آزاد است تا نابالغانه رفتار کند و خواسته‌هایی داشته باشد.